# Geschützter Landschaftsbestandteil Quellbäche mit Kleingewässer
Der Geschützte Landschaftsbestandteil Quellbäche mit Kleingewässer mit einer Flächengröße von 1,5 ha liegt am Rand der Bebauung an der Obere Parkstraße von Sundern-Settmecke. Das Gebiet wurde 1993 mit dem Landschaftsplan Sundern durch den Kreistag des Hochsauerlandkreises als Geschützter Landschaftsbestandteil (LB) ausgewiesen.

## Gebietsbeschreibung
Der Landschaftsplan Sundern führt zum LB Quellbäche mit Kleingewässer aus: „An den Steilhängen unmittelbar nördlich der Wohnbebauung von Sundern-Settmecke finden sich innerhalb des dortigen Mischwaldes die Fragmente ein Quellbach-System. Dabei zeigen sich die vier Sickerquellen - die zwei östlichen unterhalb einer Geländekante mit angrenzendem Grünland - noch weitgehend naturnah. Die westlichste Quelle liegt in einem Fichtenbestand, die übrigen in einem niederwaldartigen Laubmischwald mit Buchen-Dominanz. In den Quellbereichen treten teilweise auch schwache Erlen-Stockausschläge auf. Die in den anschließenden Fichtenkulturen mäßig beeinträchtigten Quellbäche vereinen sich schnell zu einem kleinen Bachlauf, der nach einem Stau vor einem Weg, der die Grenze der Festsetzung bildet, verrohrt ist.“

## Schutzzweck
Der Landschaftsplan Sundern führt zu geschützte Landschaftsbestandteilen aus: „Alle geschützten Landschaftsbestandteile sind kulturbetonte oder naturnahe Landschaftsteile, die sich mit ihrem eigenständigen Charakter deutlich von der sie umgebenden Wald- und Feld-Landschaft unterscheiden. Der besondere Schutz dieser Kleinstrukturen ist wegen ihrer hervorgehobenen Position für die Leistungsfähigkeit des Naturhaushaltes und / oder für die Attraktivität des Landschaftsbildes erforderlich. Die LB-Festsetzung trägt der landschaftlichen Bedeutung der Objekte Rechnung, die sie über das „normale“ landschaftliche Inventar eines Landschaftsschutzgebietes heraushebt.“

## Verbote und Gebote
Wie bei allen geschützten Landschaftsbestandteilen besteht nach § 29 Abs. 2 BNatschG das Verbot dieses zu beschädigen, auszureißen, auszugraben oder Teile davon abzutrennen oder auf andere Weise in seinem Wachstum oder Erscheinungsbild zu beeinträchtigen. Eine ordnungsgemäße Pflege ist vom Verbot ausgenommen. Es ist auch verboten Stoffe oder Gegenstände im Bereich des Geschützten Landschaftsbestandteils anzubringen, zu lagern, abzulagern, einzuleiten oder sich ihrer in anderer Weise zu entledigen, die das Erscheinungsbild oder den Bestand des Geschützten Landschaftsbestandteils gefährden oder beeinträchtigen können. Dies gilt auch für organische oder mineralische Düngemittel und Futtermittel. Sofern Gehölze zerstört bzw. beschädigt werden, kann die Untere Naturschutzbehörde eine Ersatzpflanzung oder ein Ersatzgeld festsetzten. Ein Kahlschlag in Laubholzbereichen ist verboten, ferner auch die Wiederaufforstung mit Nadelgehölzen oder anderen nicht von Natur aus heimischen Baumarten.
Es wurde das Gebot festgesetzt alle baulichen Anlagen zu beseitigen und den Müll zu entfernen.